# Eric Chmil
Eric Chmil (Provincia de Córdoba, Argentina, 16 de mayo de 1984) es un exfutbolista argentino que jugaba de volante central.

## Clubes
| Club                         | País      | Año       | PJ | Goles |
| ---------------------------- | --------- | --------- | -- | ----- |
| Juventud Antoniana           | Argentina | 2006-2007 |    |       |
| Gimnasia de Jujuy            | Argentina | 2007-2008 | 2  | 0     |
| Belgrano                     | Argentina | 2008      | 0  | 0     |
| Racing (C)                   | Argentina | 2009      | 17 | 0     |
| Juventud Antoniana           | Argentina | 2009-2010 |    |       |
| Central Norte                | Argentina | 2010-2011 |    |       |
| Central Córdoba              | Argentina | 2011-2012 | 31 | 0     |
| Crucero del Norte            | Argentina | 2012-2013 | 25 | 1     |
| Central Norte                | Argentina | 2013-2014 |    |       |
| Juventud Unida Universitario | Argentina | 2014      | 11 | 0     |
| Flandria                     | Argentina | 2015      | 37 | 1     |
| Platense                     | Argentina | 2016      | 10 | 0     |
| Barracas Central             | Argentina | 2016-2018 | 3  | 0     |
| Las Palmas                   | Argentina | 2019-2020 |    |       |